# Эль-Курайя
Эль-Курайя (араб. القرية‎) — деревня на юго-западе Йемена, на территории мухафазы Таиз.

## Географическое положение
Деревня находится в юго-восточной части мухафазы, в горной местности йеменского хребта, на высоте 674 метров над уровнем моря.
Эль-Курайя расположена на расстоянии приблизительно 50 километров к юго-востоку от Таиза, административного центра мухафазы и на расстоянии 230 километров к югу от Саны, столицы страны.

## Население
По данным переписи 2004 года численность населения Эль-Курайи составляла 1649 человек.

## Транспорт
Ближайший гражданский аэропорт — Международный аэропорт Таиза.